# Centro de Satélites da União Europeia

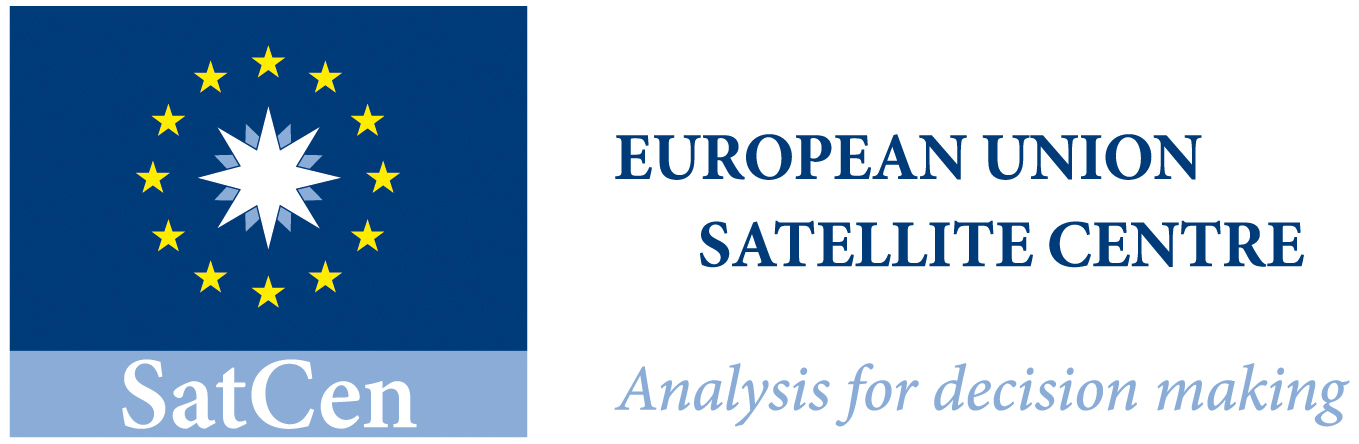
Logo do Centro de Satélites da União Europeia

O Centro de Satélites da União Europeia (sigla: CSUE) é um organismo da União Europeia que recolhe e analisa dados e imagens provenientes de satélites de observação terrestre, em apoio das prioridades da política externa e de segurança da UE e de actividades humanitárias. A sua sede localiza-se em Torrejón de Ardoz, na Espanha.